# Jogos Bolivarianos de Praia
Os Jogos Bolivarianos de Praia (em castelhano:  Juegos Bolivarianos de Playa) são um evento multiesportivo inicialmente realizado a cada dois anos até o ano de 2016,pela Organização Desportiva Bolivariana (ODEBO), com a participação dos países-membros:Bolívia, Chile, Colômbia, Equador, Panamá, Peru e Venezuela, e países convidados, estão na lista recente: República Dominicana, Guatemala,  El Salvador e Paraguai.
Durante a Assembleia Geral realizada em fevereiro de 2011,a ODEBO instituiu os Jogos Bolivarianos de Praia, a primeira edição  foi em 2012, cuja sede escolhida foi Lima

## Edições

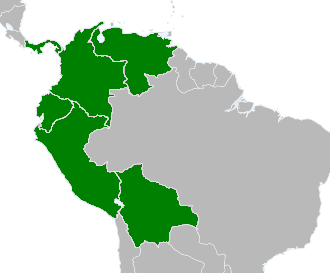
Países participantes dos Jogos Bolivarianos

| Ano           | Cidade-sede          | Duração                      | Países           | Maior medalhista |
| ------------- | -------------------- | ---------------------------- | ---------------- | ---------------- |
| 2012 detalhes | PER Peru Lima        | 1-11 de novembro             | 10               | Peru             |
| 2014 detalhes | PER Peru Huanchaco   | 3-12 de dezembro             | 9                | Venezuela        |
| 2016 detalhes | CHI Chile Iquique    | 24 de novembro-3 de dezembro | 11               | Chile            |
| 2019 detalhes | VEN Venezuela Vargas | 22-30 de novembro            | Edição Cancelada | Edição Cancelada |

## Quadro geral de medalhas
| Ordem | País                 | Medalha de ouro | Medalha de prata | Medalha de bronze | Total |
| ----- | -------------------- | --------------- | ---------------- | ----------------- | ----- |
| 1     | Venezuela            | 58              | 50               | 46                | 154   |
| 2     | Chile                | 48              | 46               | 38                | 132   |
| 3     | Peru                 | 48              | 35               | 37                | 120   |
| 4     | Colômbia             | 30              | 24               | 29                | 83    |
| 5     | Equador              | 19              | 40               | 37                | 96    |
| 6     | Guatemala            | 6               | 3                | 6                 | 15    |
| 7     | Paraguai             | 3               | 9                | 9                 | 21    |
| 8     | El Salvador          | 3               | 6                | 5                 | 14    |
| 9     | República Dominicana | 1               | 3                | 6                 | 10    |
| 10    | Panamá               |                 |                  | 2                 | 2     |
| TOTAL | TOTAL                | 216             | 216              | 216               | 648   |